# Пайнтаун (Північна Кароліна)
Пайнтаун (англ. Pinetown) — переписна місцевість (CDP) в США, в окрузі Бофорт штату Північна Кароліна. Населення — 147 осіб (2020).

## Географія
Пайнтаун розташований за координатами 35°36′40″ пн. ш. 76°51′21″ зх. д. / 35.61111° пн. ш. 76.85583° зх. д. (35.611030, -76.855800).  За даними Бюро перепису населення США в 2010 році переписна місцевість мала площу 2,61 км², уся площа — суходіл.

## Демографія
Згідно з переписом 2010 року, у переписній місцевості мешкало 155 осіб у 66 домогосподарствах у складі 38 родин. Густота населення становила 59 осіб/км².  Було 84 помешкання (32/км²).
Расовий склад населення:
| - 97,4 % — білих - 2,6 % — осіб інших рас |

До двох чи більше рас належало 0,0 %. Частка іспаномовних становила 7,1 % від усіх жителів.
За віковим діапазоном населення розподілялося таким чином: 23,2 % — особи молодші 18 років, 64,5 % — особи у віці 18—64 років, 12,3 % — особи у віці 65 років та старші. Медіана віку мешканця становила 39,3 року. На 100 осіб жіночої статі у переписній місцевості припадало 103,9 чоловіків;  на 100 жінок у віці від 18 років та старших — 95,1 чоловіків також старших 18 років.
Середній дохід на одне домашнє господарство  становив 51 937 доларів США (медіана — 53 194), а середній дохід на одну сім'ю — 51 937 доларів (медіана — 53 194). 
Цивільне працевлаштоване населення становило 17 осіб. Основні галузі зайнятості: освіта, охорона здоров'я та соціальна допомога — 58,8 %, публічна адміністрація — 41,2 %.